# Provincia de Faryab
Faryab (persa: فارياب) es una de las treinta y dos provincias de Afganistán. Está ubicada al norte del país. Tiene una superficie de 20.292 km², que en términos de extensión es similar a la de El Salvador o Eslovenia. Su población es de 931.977 habitantes (2007). Su capital es Maymanah. Otras ciudades importantes son Andhvoy, Darzi Āb y Dawlātābād. 

## Distritos
Los distritos de la provincia de Faryab son: 
- Almar
- Andkhoy
- Bilchiragh
- Dawlatabad
- Khani Chahar Bagh
- Khwaja Sabz Posh
- Kohistan
- Maymana
- Pashtun Kot
- Qaramqol
- Qaysar
- Shirin Tagab

## Situación política y económica
Étnicamente uzbeka y tayika, la provincia de Faryab ha sido una de las áreas más pacíficas en Afganistán desde la caída de los talibanes después de la invasión de los Estados Unidos en el 2001. Proyectos recientes de desarrollo en la provincia se han enfocado en expandir la potencia agrícola de la provincia, en particular la reforestación de áreas de la provincia que fueron despojadas en el pasado. Como en muchas áreas del norte de Afganistán, militares y bandas criminales han florecido bajo las condiciones ingobernables que han impregnado Afganistán y son muy poderosos en la provincia. Se reportan a militares envueltos duramente en toma de tierras y extorsión, igual que la existencia de cárceles privadas en donde los prisioneros son detenidos y torturados.
Dos de los militares más poderosos de la provincia son Abdul Rashid Dostum y su archirrival Abdul Malik. A pesar de que Dostum se oficializó a sí mismo como miembro del gobierno de Hamid Karzai, ha tenido conflicto con soldados del Ejército Nacional Afgano, y también con las fuerzas de Malik en la batalla por el control de la provincia y otras áreas en el norte del país.

## Gobierno
El gobernador de la provincia es Amer Latif.